# ديان باريت
ديان باريت (بالإنجليزية: Dean Parrett)‏ (16 نوفمبر 1991 في المملكة المتحدة - ) هو لاعب كرة قدم بريطاني في مركز الوسط. شارك مع منتخب إنجلترا تحت 16 سنة لكرة القدم ومنتخب إنجلترا تحت 17 سنة لكرة القدم ومنتخب إنجلترا تحت 19 سنة لكرة القدم ومنتخب إنجلترا تحت 20 سنة لكرة القدم. أما مع النوادي، فقد لعب مع تشارلتون أثلتيك وتوتنهام هوتسبير وستيفيناغ بوروه وسويندون تاون ويوفل تاون ونادي ألدرشوت تاون ونادي بليموث أرجايل.

## وصلات خارجية
- ديان باريت على موقع قاعدة بيانات كرة القدم.إي يو (الإنجليزية)
- ديان باريت على موقع Soccerbase.com (لاعب) (الإنجليزية)
- ديان باريت على موقع Soccerway.com (الإنجليزية)
- ديان باريت على موقع عالم كرة القدم.نت (الإنجليزية)
- ديان باريت على موقع GSA (الإنجليزية)